# Rosa Del Olmo
Rosa del Olmo é uma importante criminóloga venezuelana, autora, dentre outras, da obra A América Latina E Sua Criminologia, editada no Brasil. Possui extenso trabalho acerca do consumo e tráfico de entorpecentes, em que discute a legalização destas práticas.